# Komentiolos (Bruder des Phokas)
Komentiolos (mittelgriechisch Κομεντίολος, lateinisch Comentiolus; † 611 in Ankyra) war ein oströmischer Heermeister und Rebell in der ausgehenden Spätantike.

## Leben
Komentiolos war ein Sohn der Domentia, seine Brüder waren der spätere Kaiser Phokas und der magister officiorum Domentiolos. Als patricius und magister militum hatte er den Oberbefehl über die römische Orientarmee im Perserkrieg inne, als Phokas am 5. Oktober 610 von Herakleios gestürzt und zusammen mit Domentiolos hingerichtet wurde.
Komentiolos verweigerte dem neuen Kaiser die Anerkennung. Von seinem Winterquartier in Ankyra aus plante er einen Angriff auf Konstantinopel, um den Tod seines Bruders zu rächen und dessen Nachfolge anzutreten. Herakleios begnadigte den gleichnamigen Sohn des Domentiolos und entsandte den angesehenen früheren Feldherrn Philippikos als Parlamentär. Komentiolos setzte Philippikos gefangen und drohte ihn hinzurichten, wurde aber selbst durch den patricius Justin wohl Anfang 611 ermordet. Mit seinem Tod endete die Rebellion, die für Herakleios’ noch ungefestigte Herrschaft eine ernste Bedrohung dargestellt hatte.